# Tramea rosenbergi
Tramea rosenbergi is een libellensoort uit de familie van de korenbouten (Libellulidae), onderorde echte libellen (Anisoptera).
De wetenschappelijke naam Tramea rosenbergi is voor het eerst geldig gepubliceerd in 1866 door Brauer.